# عبدالله یکم
عبدالله بن الحسین با نام شناخته‌شده عبدالله یکم (زاده ۱۸۸۲ میلادی در مکه - درگذشته ۲۰ ژوئیه ۱۹۵۱ در اورشلیم) دولت‌مرد عرب و نخستین فرمانروای اردن هاشمی (میان سال‌های ۱۹۴۶ تا ۱۹۵۱) بود.
او دومین فرزند شریف حسین فرمانروای حجاز و دانش‌آموخته شهر استانبول (که آن‌هنگام بخشی از امپراتوری عثمانی شمرده می‌شد) بود. در سرآغاز سال ۱۹۱۴ وی به جنبش ناسیونالیست‌های عرب که خواهان استقلال سرزمین‌های عرب‌نشین امپراتوری عثمانی بودند، پیوست و نقش مهمی در گفتگوهای پنهانی بریتانیایی‌ها در مصر با پدرش و سرانجام آشکار ساختن خروش عرب‌ها دربرابر عثمانیان (۱۰ ژوئن ۱۹۱۶) ایفا کرد. به سال ۱۹۲۰ کنگره عراق وی را شاه مشروط آن کشور اعلام داشت، ولی عبدالله بن حسین، آنرا نپذیرفت و جایگاه پادشاهی عراق به برادر او فیصل یکم سپرده شد. عبدالله، امارت فرا-اُردن (Transjordan) را اشغال نمود و تهدید کرد که به سوریه لشکر خواهد کشید. او برای جدا شدن فرا-اردن از قیمومیت بریتانیا در فلسطین با انگلیسی‌ها گفتگو کرد.
عبدالله که آرزوی پدیدآوری پادشاهی متحد عربی که در برگیرنده سرزمین‌های سوریه، عراق و فرا-اُردن باشد را در سر داشت در جنگ جهانی دوم به طور موثری جانب بریتانیا را گرفت و ارتش او که با نام لژیون عرب شناخته می‌شد، کارآیی‌ترین نیروی ارتش در جهان عرب‌ها به شمار می‌رفت، در اشغال سوریه و عراق به دست بریتانیا در ۱۹۴۱ به یاری انگلیسی‌ها شتافت. فرا-اُردن به سال ۱۹۴۶ به استقلال دست یافت و عبدالله بن الحسین در ۲۵ ماه مه همان سال به عنوان سلطان آن، در شهر اَمان تاج‌گذاری کرد. در جنگ با اسرائیل در سال ۱۹۴۸ ارتش او بر سرزمین‌های غرب رودخانه اردن در فلسطین (که به کرانه باختری مشهور شد) چیره شد و اورشلیم شرقی، از دسته بیشتر ناحیه کهن این شهر را گرفتند. دو سال پس از آن، او کرانه باختری را ضمیمه قلمرو پادشاهی خود ساخت و نام آن را به اردن دگرگون ساخت. این الحاق، خشم متحدان عرب پیشین او، سوریه، مصر و نیز عربستان سعودی را که خواهان پدیدآوری دولت مستقل فلسطینی در آن نواحی بودند، برانگیخت. محبوبیت عبدالله در کشور خود بسیار کاهش یافت و او به‌دست یک ناسیونالیست فلسطینی کشته شد. جانشینی فرزند او طلال که از روان‌پریشی شدید رنج می‌برد، بسیار کوتاه بود و جانشینی فرزند دوم او نایف پذیرفته نشد. سرانجام تاج و تخت پادشاهی نصیب فرزند طلال، حسین شد.

## نگارخانه

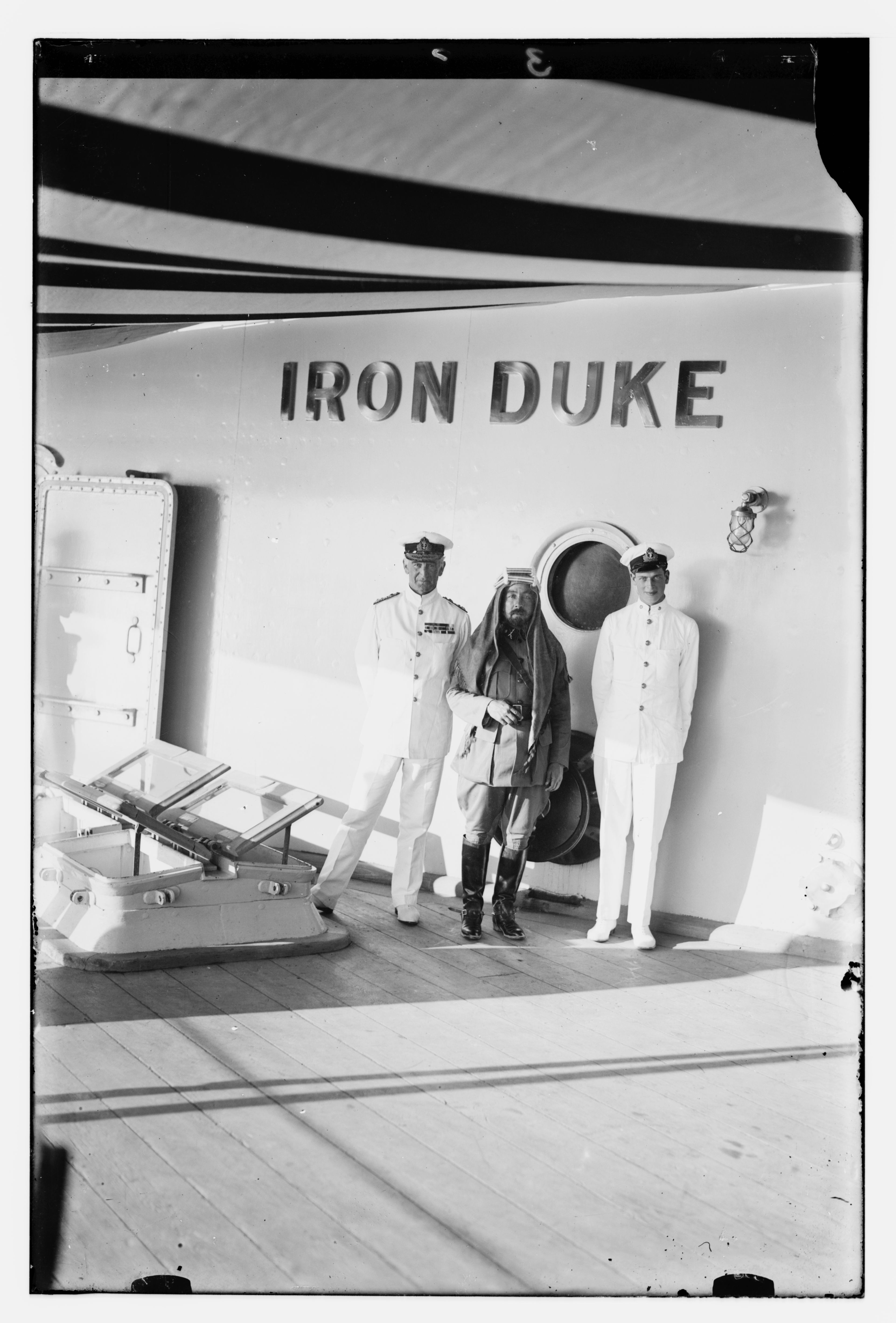
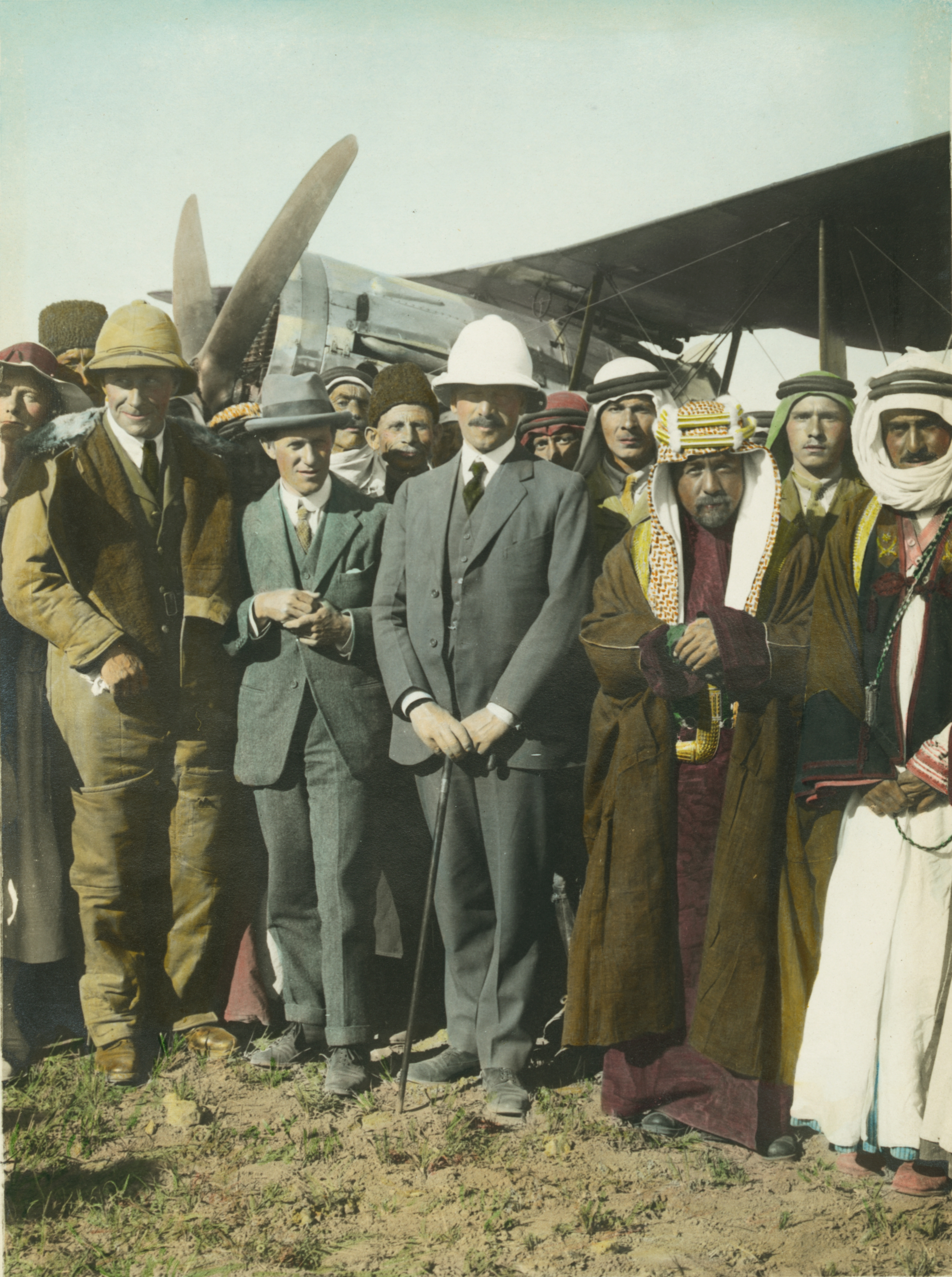
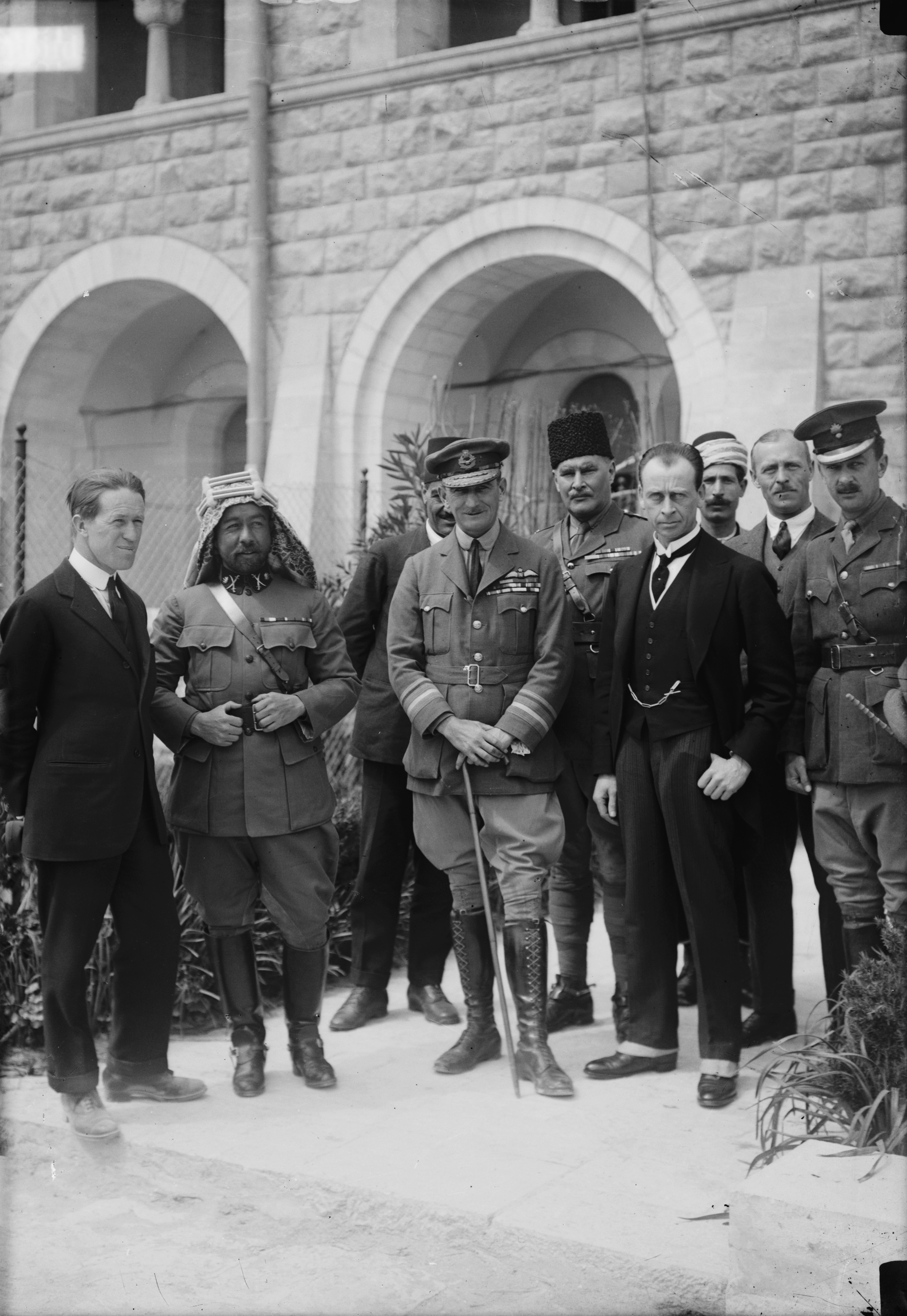
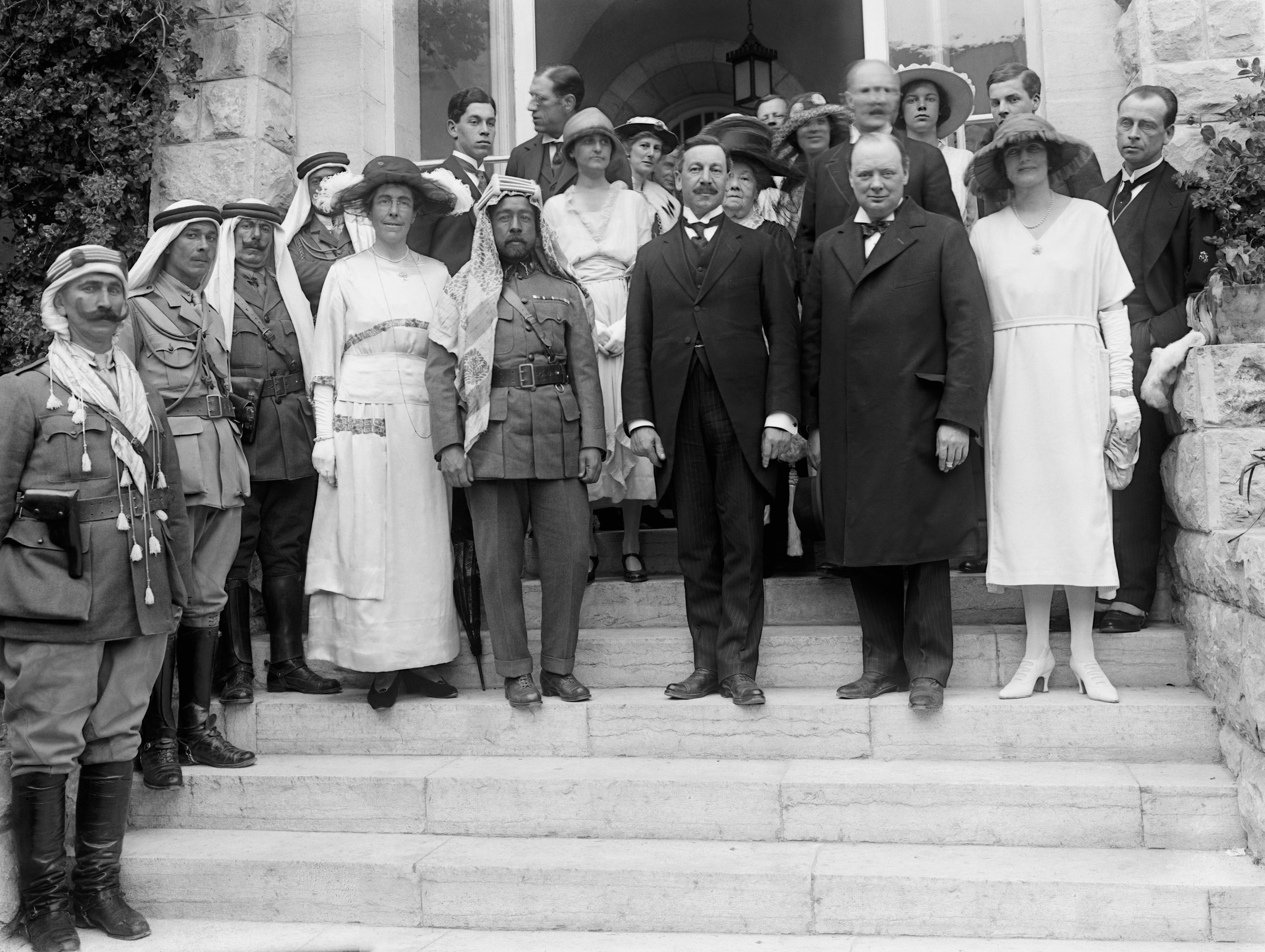
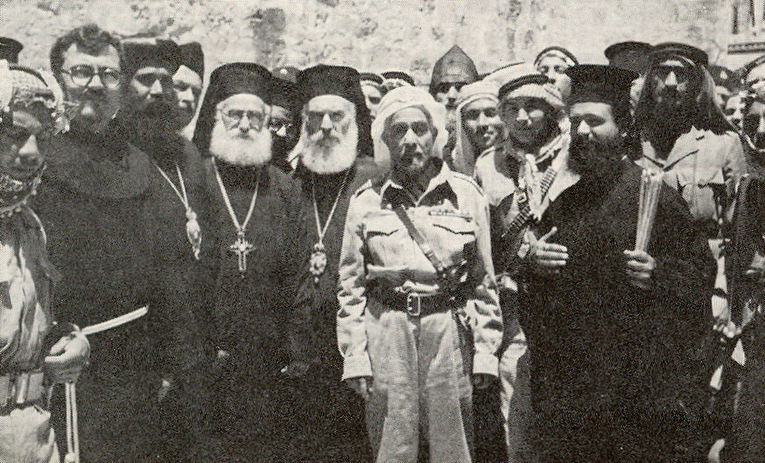
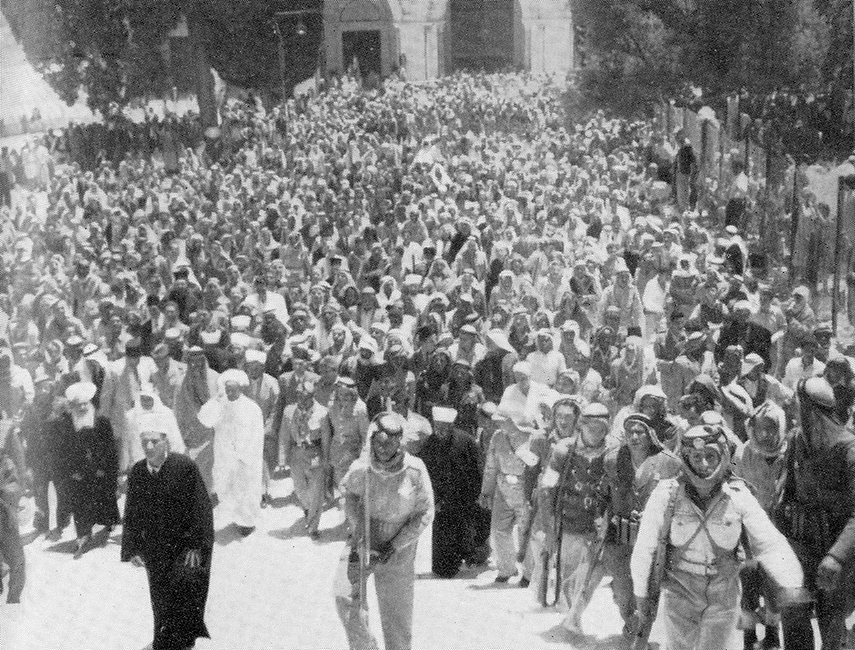
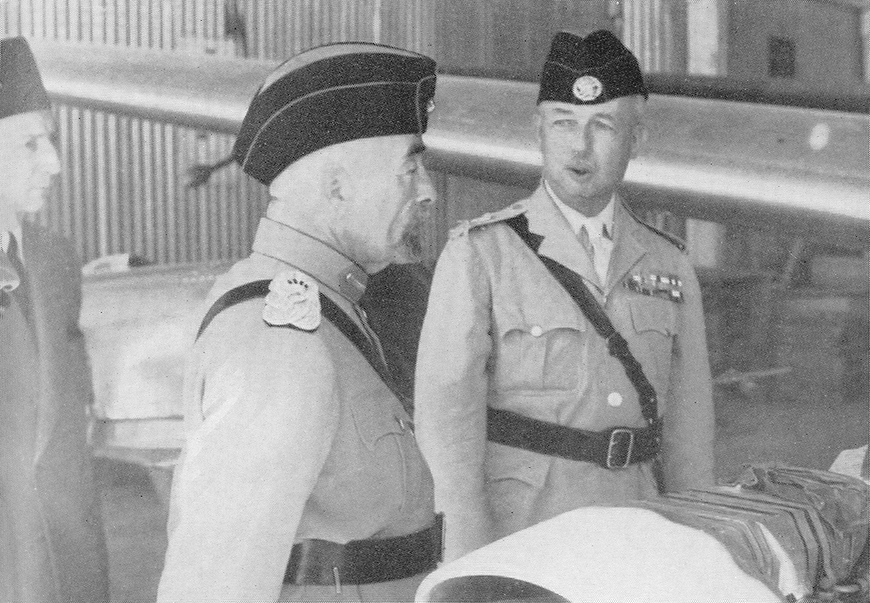